# Callyspongia pseudotoxa
Callyspongia pseudotoxa är en svampdjursart som beskrevs av Muricy och Ribeiro 1999. Callyspongia pseudotoxa ingår i släktet Callyspongia och familjen Callyspongiidae. Inga underarter finns listade i Catalogue of Life.